# 277
Het jaar 277 is het 77e jaar in de 3e eeuw volgens de christelijke jaartelling.

## Gebeurtenissen

### Balkan
- Keizer Probus steekt met het Romeinse leger de Zee van Marmara over en marcheert door de provincies Thracië en Moesië, om de Goten langs de Donau te verjagen.